# Campionati panamericani di ciclismo su strada - Corsa in linea maschile Elite
La gara in linea maschile Élite è una delle prove disputate durante i campionati panamericani di ciclismo su strada. Si tenne per la prima volta nel 1974, ed era riservata ai professionisti, per poi passare alla categoria Elite, sempre la massima, nel 1994. 

## Albo d'oro
Aggiornato all'edizione 2024.
| Anno | Vincitore                  | Secondo                 | Terzo                    |
| ---- | -------------------------- | ----------------------- | ------------------------ |
| 1974 | Luis Herman Diaz           | Fabio Acevedo           | Gonzalo Marìn            |
| 1976 | Rosendo Ramos              | Luis Manrique           | Hernan Donneys           |
| 1978 | Rodolfo Vitela             | Gonzalo Marìn           | Rosendo Ramos            |
| 1980 | Eduardo Trillini           | Manuel Aravena          | Carlos Adolfo Mesa       |
| 1982 | Jair Braga                 | Roberto Munoz           | Giusto Galavis           |
| 1984 | Ramon Tolosa               | Fabio Parra             | Julio Alberto Rubiano    |
| 1988 | Juan Carlos Arias          | Leonardo sierra         | Alvaro Mejìa             |
| 1990 | Josè Robles                | Ruben Marin             | Alexander Ernst          |
| 1992 | Hector Chiles              | Juan Carlos Rosero      | Josè Robles              |
| 1996 | Marcio May                 | Rubin Pegorin           | Jamil Suadin             |
| 1997 | Heduardo Heuribe           | Marcìo May              | Marcio May               |
| 2004 | Manuel Guevara             | Jorge Humberto Martinez | Miguel Hubedo            |
| 2005 | John Parra                 | Charles Dionne          | Damiel Martinez          |
| 2013 | Jonathan Paredes           | Ignacio Sarabia         | Segundo Navarrete        |
| 2014 | Byron Guamá                | Joey Rosskopf           | Juan Pablo Suarez        |
| 2015 | Byron Guamá                | Joey Rosskopf           | Juan Pablo Suarez        |
| 2016 | Jonhathan Caicedo          | Bryan Ramirez           | Jonhatan Monsalve        |
| 2017 | Nelson Soto                | Cristian Pita           | Juan Sebastián Molano    |
| 2018 | Juan Sebastián Molano      | Maximiliano Richeze     | Cristopher Mansilla      |
| 2019 | Jefferson Alexander Cepeda | Julio Camacho           | Segundo Navarrete        |
| 2021 | Nelson Soto                | Cristian Pita           | Sebastián Novoa          |
| 2022 | Emiliano Contreras         | Sebastián Novoa         | Sixto Núñez              |
| 2023 | Pier-André Coté            | Nicolás Tivani          | Charles-Étienne Chrétien |
| 2024 | Leangel Linarez            | Red Walters             | Wilmar Paredes           |

## Medagliere
Aggiornato al 2023.
| Pos. | Nazione | Oro | Argento | Bronzo | Totale |
| ---- | ------- | --- | ------- | ------ | ------ |